# Intentionnalisme
Les historiens intentionnalistes sont les représentants d'un courant historiographique qui s'attache à démontrer que la Solution finale de la question juive a été le résultat d'une décision consciente des autorités nazies. Autrement dit, « si les Juifs de l'Europe occupée furent exterminés, c'est que les dirigeants du Troisième Reich, et en premier lieu Adolf Hitler, en avaient décidé ainsi, et donné des ordres correspondants ».
Ils s'opposent au courant fonctionnaliste en particulier dans le cadre de la querelle des historiens. Les intentionnalistes reprochent aux fonctionnalistes de vouloir atténuer les responsabilités allemandes dans l'extermination des Juifs d'Europe au cours de la Seconde Guerre mondiale.

## Historiens intentionnalistes
Les principaux représentants du courant intentionnaliste sont :
- Léon Poliakov ;
- George L. Mosse ;
- Jürgen Habermas ;
- Lucy S. Dawidowicz ;
- Eberhard Jäckel ;
- Helmut Krausnick ;
- Heinz-Heinrich Wilhelm.